# Az aranyember (novella)
Az aranyember (The Golden Man) Philip K. Dick egyik novellája, melyet 1953-ban írt, és az If magazin 1954. áprilisi számában jelent meg. Magyarul a Lenn a sivár Földön című novelláskötetben olvasható. A novellából Lee Tamahori készített filmet Next – A holnap a múlté (2007) címmel. A film a novellához csak érintőlegesen kapcsolódik, a történetet jelentősen átdolgozták.

## Történet
|  | Alább a cselekmény részletei következnek! |

Cris Johnson tizennyolc éves, hihetetlenül gyorsan mozog, és a testét fedő szőrnek köszönhetően teljesen aranyszínűnek látszik. Ő mutáns, egy a sokezer másik között – ám azokkal ellentétben nem szörnyszülött, hanem éppen, hogy rendkívüli módon esztétikus –, és mint ilyen, a mutánsokra vadászó állami szervezet DCA meg akarja találni, és el akarja kapni. Egy nap George Baines, a DCA ügynöke látogat el a Johnson farmra, és csapatával keresni kezdi Crist, aki önként feladja magát. Ez félelemmel tölti el az ügynököket, mivel egy mutáns nem szokta csak úgy feladni magát, de azért elviszik a laborba kivizsgálásra. Ott különös tulajdonságát fedezik fel: képtelenség lelőni. Ha ugyanis az ember rácéloz a fegyverével és lő, Cris elugrik az energiasugár útjából. Lehet, hogy gondolatolvasó? Készítenek egy szerkezetet, amely véletlenszerűen választja ki, hogy merre lő, de Crist ez sem találja el. Tehát nem gondolatolvasó, hanem a jövőbe lát. El akarják pusztítani, de kiszabadul a cellájából. Az épületet azonban lezárják, így onnan elvileg nem menekülhetne el. Közben megérkezik az agyhullámainak elemzése, amiből kiderül, hogy Cris Johnson nem gondolkodik. Ösztönösen cselekszik, vagyis állat. Viszont van még egy veszélyes tulajdonsága: a nők nem tudnak neki ellenállni.
Miközben helységről helységre járva és szekrényekben bujkálva, hogy az épületet átvizsgáló járőröket elkerülje, Cris sokmillió jövőbeni lehetőséget elemezve felfedezi az egyetlen lehetőséget a menekülésre. Anitához, Baines barátnőjéhez, a szemantikai osztály igazgatójához megy, aki valóban nem tud neki ellenállni. Szavak nélkül is képes rávenni Anitát arra, hogy menekítse ki őt az épületből, ám az első adandó alkalommal faképnél hagyja és elfut a világba. Sose kapják el többé, hiszen bármely nő elbújtatja és gondját viseli. Ugyan a DCA vezetése eltökélt a további üldözésében, ám – annak ellenére, hogy halvány utalás sincs arra, hogy a rendkívül zárkózott életet élő Cris szaporodni akarna vagy egyáltalán képes lenne rá – erősen bíznak abban, hogy adott esetben inkább az emberi tulajdonságok fognak öröklődni az utódokba…

## Háttér
Az ötvenes években az Astounding magazin főszerkesztője, John W. Campbell csak olyan „mutánsos” történetet volt hajlandó beletenni újságjába, amiben a mutáns jó, és vezeti az emberiséget. Természetesen Campbell nem is közölte ezt a novellát, így az If magazinban jelent meg.